# 小野真次
小野 真次（おの しんじ、1893年4月15日 - 1974年1月3日）は、日本の政治家。和歌山県出身。初代和歌山県公選知事（1947年4月19日 - 1967年4月22日）として5期を務めた。

## 経歴
1893年4月15日、和歌山県西牟婁郡田並村（現・串本町）で小野常右衛門の次男として生まれた。県立田辺中学校に入学し、県立耐久中学校に転校して耐久中学校卒業後、京都高等蚕糸学校で学んだが、帰郷して海運業に従事した。
1920年、田並村会議員に当選し、翌1921年には西牟婁郡会議員に当選した。1927年に推されて田並村長となり、1931年3月まで在任した。また、1935年12月には田並村長に再任し、1937年4月まで務めた。
1931年9月、和歌山県会議員に西牟婁郡から選出され、3期（14年6ヶ月）務めた。在任中の1933年11月と1935年11月に参事会員、1941年12月には和歌山県会副議長に当選した。
1946年4月、第22回衆議院選挙に和歌山県全県区から立候補して当選したため、和歌山県会副議長、県会議員を辞職し、日本自由党所属の衆議院議員として国政に参画した。

### 和歌山県知事として
1947年、衆議院議員を辞職して地方自治法の施行による初の和歌山県知事選挙に出馬し、第1回投票では元官選和歌山県知事の川上和吉に敗れたが、第1位の川上の得票数が法定得票数の8分の3に達しなかったため、2週間後に決選投票が行われることとなった。小野は決選投票に向けて、和歌山県農林部長の菅原清六や朝日新聞社出身で日本社会党の支持を得た石尾市太郎と民主三派連合を結成し、決選投票では川上を破って当選した。
在任中は南紀豪雨による紀州大水害や伊勢湾台風などの災害が相次ぎ、戦災からの復興と災害復旧に追われたが、1959年には明治以来の悲願であった国鉄紀勢本線の全通を迎えるなど、着々を成果を上げていった。住友金属工業和歌山製鉄所の誘致に成功し、「阪和合併」を提唱するなど先進性もあったが、道路整備の遅れや公害が問題となった。
また、鋭い眼光とちょび髭の威厳を持つワンマン知事ということもあって小野に対する反発は高まり、4選を目指した1959年の選挙では副知事の荒木和成に善戦されてしまった。5選を目指した1963年の選挙には山口喜久一郎や大野伴睦、河野一郎といった国政の実力者たちが出馬の意向を示したため自由民主党内では調整が進められ、最終的には小野の5選を支持した。しかし、県議会議長の平越孝一が日本社会党・日本共産党の支持を取り付けて出馬し、小野を1万6,000票差まで追い詰めたため、「写真判定」という言葉が和歌山県の流行語になったほどの大激戦であった。
1967年4月22日に5期目の任期満了を迎えて勇退した。初代公選知事として5選したのは、神奈川県の初代公選知事の内山岩太郎と並んで最多タイである。県議会は退職にあたって感謝決議を行い、1967年11月に和歌山県名誉県民となって勲一等に叙せられ瑞宝章を受章した。
1974年1月3日、死去。享年82（満80歳没）。
同月16日、和歌山県民文化会館にて県民葬が行われた。